# Salka wiejska
Salka wiejska – gatunek pluskwiaka z rodziny bezrąbkowatych i podrodziny Typhlocybinae. Występuje endemicznie na Tajwanie.

## Taksonomia
Gatunek ten opisany został po raz pierwszy w 2010 roku przez Irenę Dworakowską. Opisu dokonano na podstawie pojedynczego samca odłowionego w 1965 roku do pułapki Malaise’a na terenie tajwańskiego powiatu Pingdong.
Takson ten należy do grupy gatunków blisko spokrewnionych z S. lobata, którą reprezentują m.in. S. decorata, S. gaza, S. gviazdka, S. mamiya, S. remanei oraz S. yeroboa.

## Morfologia
Pluskwiak o ciele długości 2,9 mm. Głowę ma trochę węższą od przedplecza. Ciemię ma brązowawe tło, ale większość jego powierzchni pokrywa ciemna, brudobrązowa łata. Twarz jest brązowa do ciemnobrązowej z niewielkimi rejonami beżowymi. Zabarwienie lorae, przedustka i nasad zewnętrznych części policzków jest brązowawe. Tułów charakteryzuje się przedpleczem mniej więcej dwukrotnie dłuższym od ciemienia. Przód przedplecza jest brudnobrązowy, tył przedplecza, środek śródplecza i przód tarczki jaśniej brudnobrązowe, zaś tył tarczki brudnobrązowawy. Przednie skrzydło jest brązowe z ciemniejszymi: międzykrywką, polem brochosomowym i rejonem je poprzedzającym, białawymi częściami kostalnymi trzeciej i czwartej komórki apikalnej oraz rudą wierzchołkową połową krawędzi kostalnej. Spośród komórek apikalnych przedniego skrzydła pierwsza i trzecia są bardzo duże i szerokie, druga wąska, a czwarta krótka i szeroka. Odwłok ma drugi sternit z małymi apodemami. Samiec ma dobrze zesklerotyzowaną kapsułę genitalną. Pygofor ma wyrostek grzbietowy smuklejszy, a wyrostek brzuszny krótszy niż u S. remanei, zaś paramery mają części doogonowe węższe niż u wspomnianego gatunku. Podobnie jak u S. remanei edeagus ma lekko przypłaszczony bocznie trzon z falistymi wyrostkami, z których jeden przesunięty jest donasadowo.